# Guvernoratul Al Jawf
Al Jawf (arabă: الجوف) este un guvernorat al Yemenului.